# Ktitor

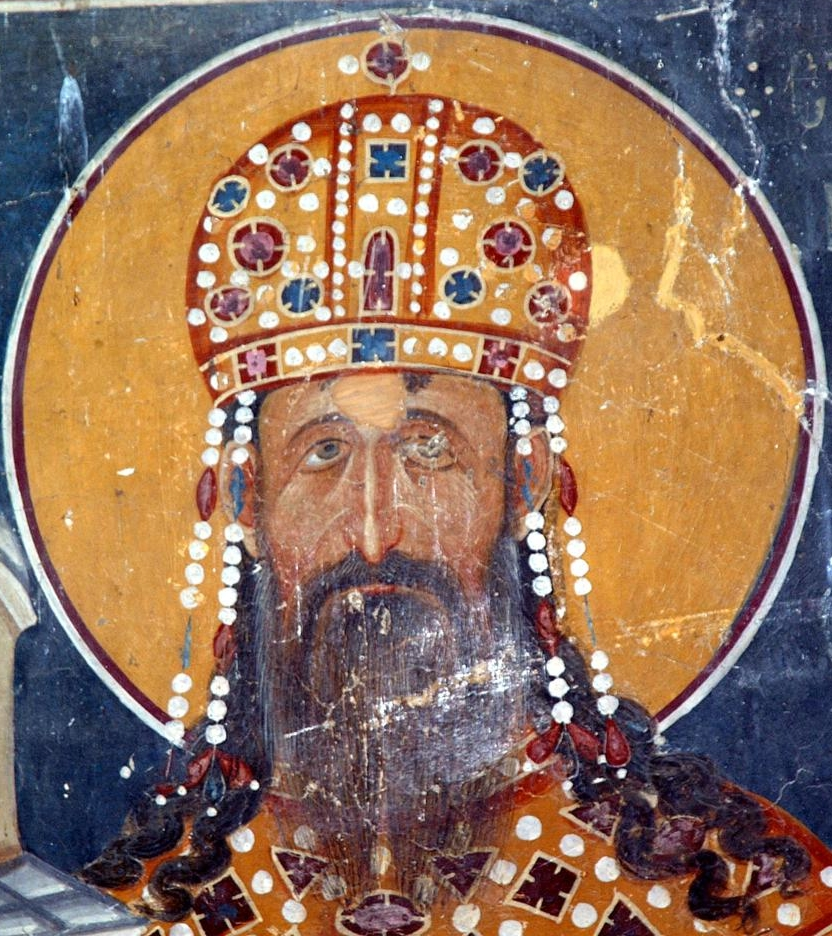
Le roi serbe Stefan Uroš II Milutin, ktitor du monastère de Treskavets (aujourd'hui en Macédoine du Nord)

Un ktitor ou ktetor (en grec moderne : κτήτωρ; en serbe et bulgare : ктитор; en géorgien : ქტიტორი; en roumain : ctitor) est une personne qui fournit les fonds pour la construction ou la reconstruction d'une église orthodoxe ou plus généralement d'une église chrétienne orientale. 
Cela comprend aussi les monastères avec l'ajout d'icônes, fresques et autres travaux de l'art. Un terme catholique équivalent est un donateur. La forme féminine est ktitorissa ou ktitoritsa (en bulgare : ктиторица; en grec moderne : κτητόρισσα).